# Hedriodiscus dorsalis
Hedriodiscus dorsalis är en tvåvingeart som först beskrevs av Fabricius 1805.  Hedriodiscus dorsalis ingår i släktet Hedriodiscus och familjen vapenflugor. Inga underarter finns listade i Catalogue of Life.